# Estação Ferroviária de Montemor-o-Novo

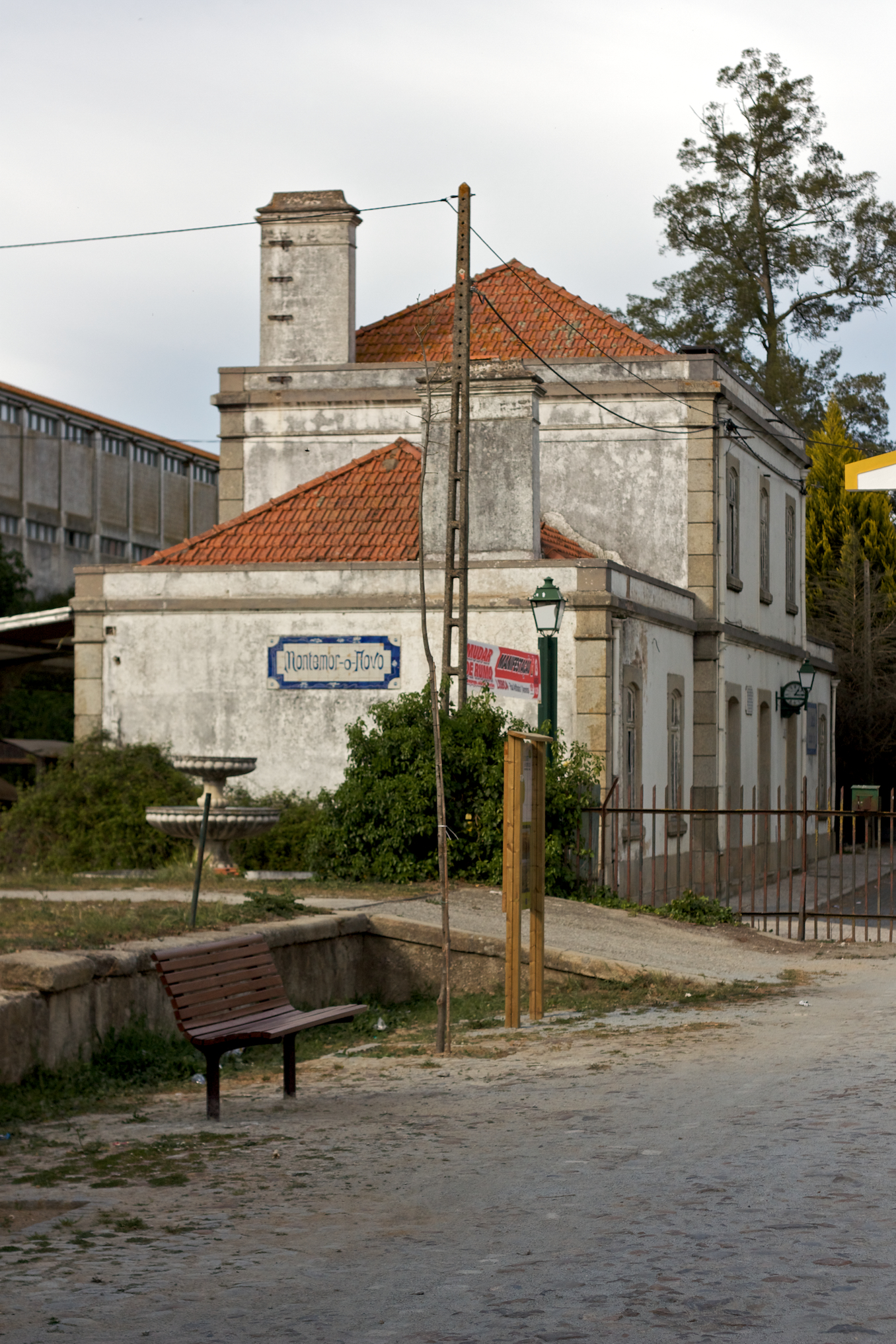
Antigas instalações da estação, em 2009

A Estação Ferroviária de Montemor-o-Novo é uma interface encerrada do Ramal de Montemor, que servia a localidade de
Montemor-o-Novo, no Distrito de Évora, em Portugal. Foi inaugurada em 2 de Setembro de 1909, e encerrada em 1989.

## História

### Antecedentes
Em 1897, o Barão de Matosinhos foi autorizado a construir várias linhas no sistema americano, com a via assente sobre estrada; uma destas linhas ligaria Sines à Estação de Casa Branca, seguindo, a partir de Alcácer do Sal, a Estrada Distrital 179, que passava por Pinheiro e por Montemor-o-Novo.

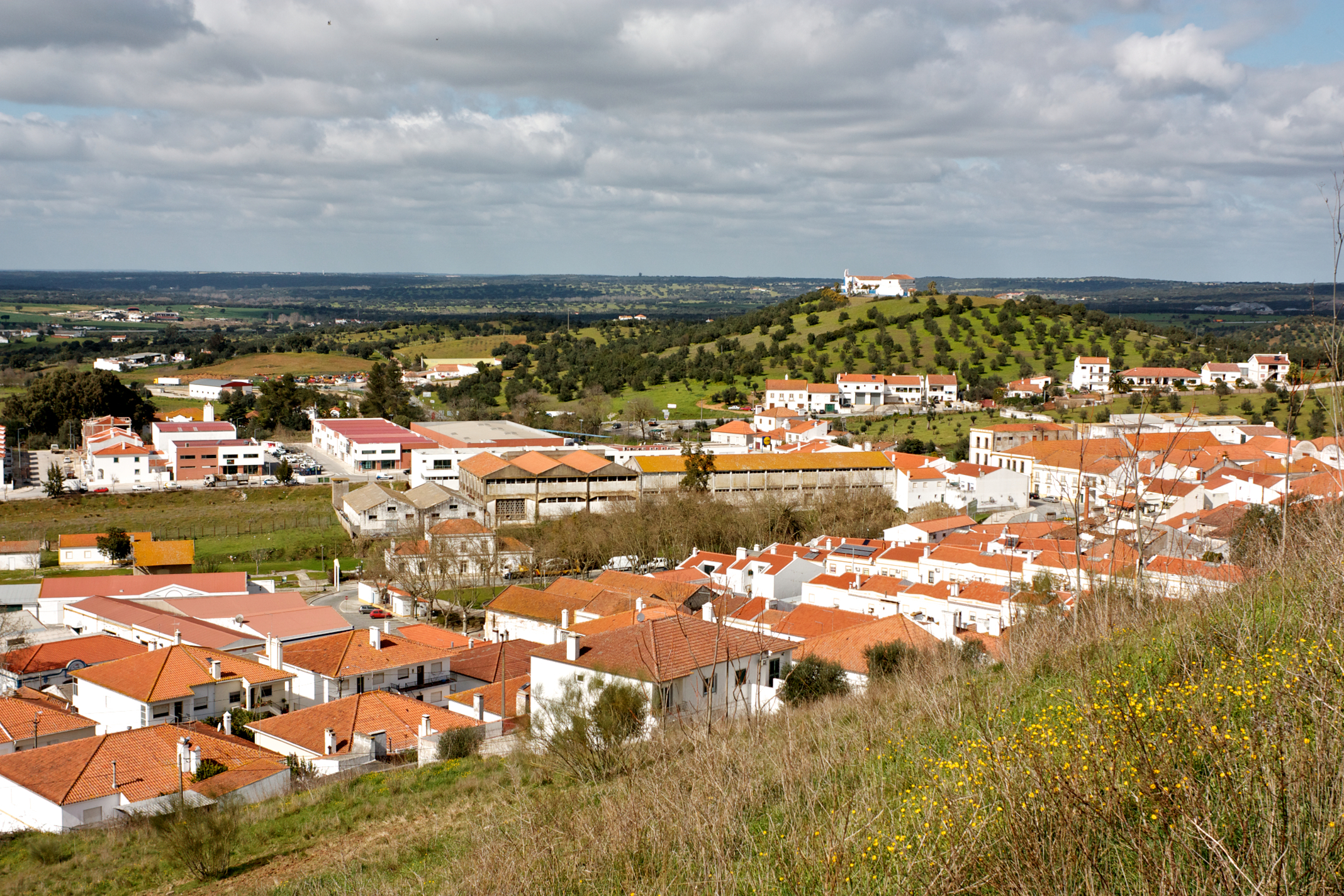
Vista de Montemor-o-Novo em 2011, com a antiga estação no centro

### Inauguração
A estação de Montemor-o-Novo entrou ao serviço em 2 de Setembro de 1909, como a gare terminal do resto do Ramal de Montemor.
Em 1913, existia um serviço de diligências entre Lavre e a estação de Montemor-o-Novo.

### Encerramento
O Ramal de Montemor foi encerrado em 1989.

Segundo um estudo publicado pela Comissão de Coordenação e Desenvolvimento Regional do Alentejo em Maio de 2005, o edifício da estação de Montemor-o-Novo ainda se encontrava em boas condições de conservação.